# Kärntner Heimatdienst
Der Kärntner Heimatdienst (KHD) ist ein österreichischer Verein mit Sitz in Klagenfurt am Wörthersee, der sich satzungsgemäß als „Kärntner patriotische Bürgerinitiative“ versteht. Mit Stand 2009 hatte er nach eigenen Angaben 20.000 Mitglieder; den Vorsitz hat der rechtsextreme Publizist und ehemalige Abgeordnete zum Europäischen Parlament Andreas Mölzer inne.
Historisch geht der Verein auf eine 1919 gegründete „Landesagitationsleitung“ zurück, die im März 1920 in den Kärntner Heimatdienst umgewandelt wurde. Seine Gründung geht mithin auf die inneren und äußeren Unruhen nach dem Ende der Österreichisch-Ungarischen Monarchie im Jahre 1918 zurück und hatte bei der Meinungsbildung Stimmberechtigter im Vorfeld der Volksabstimmung 1920 in Kärnten eine beeinflussende Wirkung. Der Kärntner Heimatdienst gilt seit der Neugründung 1957 als deutschnationale Organisation. Er war 1958 an der Gründung der rechtsextremen Ulrichsberggemeinschaft maßgeblich beteiligt.

## Geschichte

### Ausgangslage Erster Weltkrieg

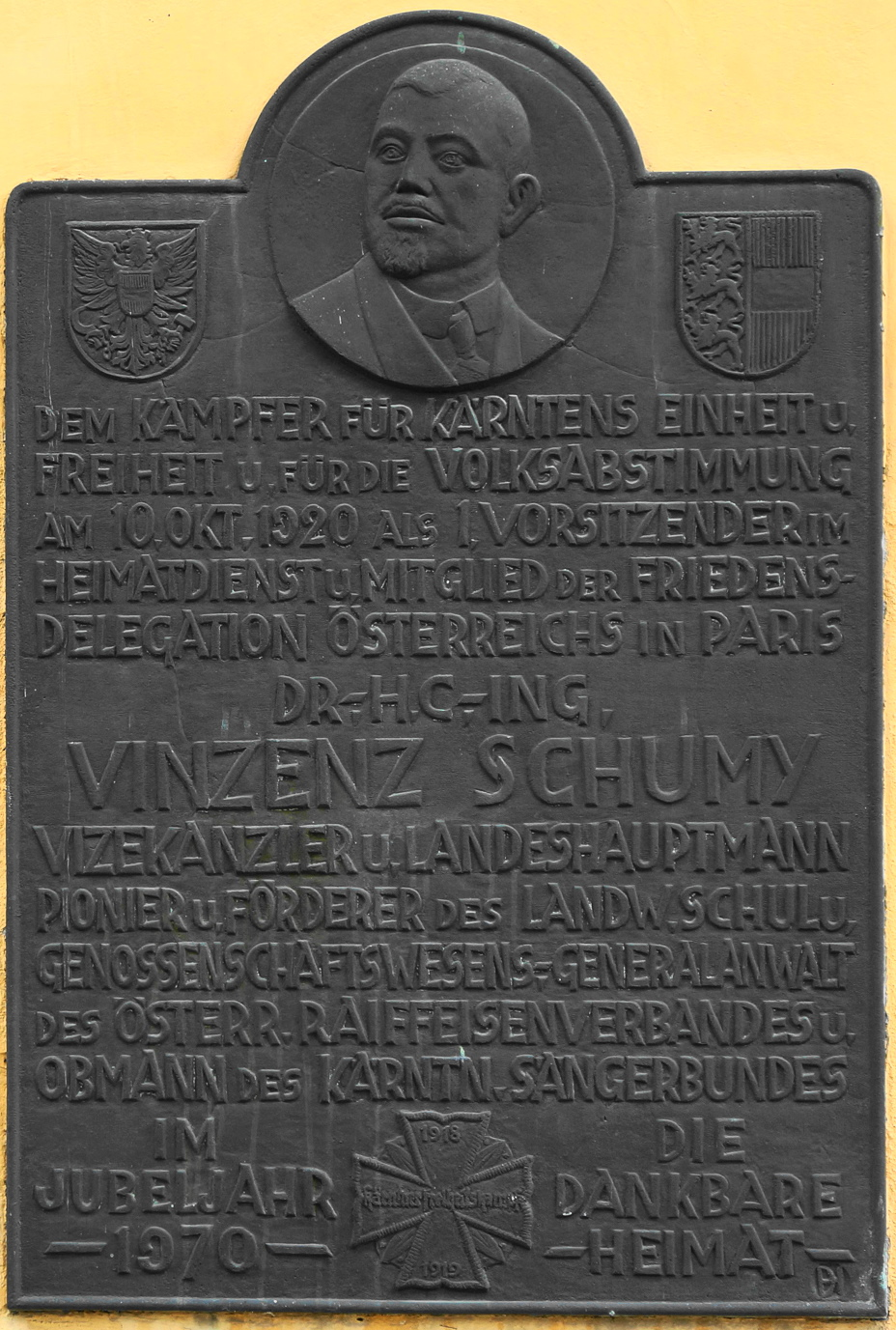
Gedenktafel von 1970 für Vinzenz Schumy, den ersten Vorsitzenden des Kärntner Heimatdienstes im Jahre 1920

Nach dem Ersten Weltkrieg war die Situation in Kärnten durch die beiden Sprachgruppen, Deutsch- und Slowenischsprachige, ungeklärt. Am 5. November 1918 drangen Truppen des Königreich Jugoslawiens in Südkärnten ein und besetzten das Gebiet. Dies geschah nachdem der Kärntner Landesausschuss Kärnten am 25. Oktober 1918 für unteilbar und zum Beitritts zur Republik Deutschösterreich erklärte. Als Reaktion auf das Eindringen und Besetzen von Gebieten Kärntens kam es zum bewaffneten Kärntner Abwehrkampf gegen die Fremdbestimmung.

### Gründung 1919/20
Am 19. Jänner 1919 wurde ein Waffenstillstand geschlossen, in dessen Folge wurde im Vertrag von Saint-Germain festgelegt, dass in Südkärnten eine Volksbefragung zur Zugehörigkeit zu Österreich oder dem Königreich Jugoslawiens durchgeführt werden sollte. Bereits im August 1919 wurde eine „Landesagitationsleitung“ gegründet, die im März 1920 zum Kärntner Heimatdienst umgewandelt wurde. Hans Steinacher wurde Geschäftsführer. Vom Land Kärnten bestellte Vorstände wurden die Landräte Max von Burger und Vinzenz Schumy.

#### Kärntner Volksabstimmung
Bei der im Vertrag von Saint-Germain festgelegten Volksabstimmung am 10. Oktober 1920 agierte der Kärntner Heimatdienst für den Verbleib von Kärnten im Verbund mit Österreich. Pro-österreichische Propaganda für die Volksabstimmung sollte gemacht werden, wobei ehemalige Abwehrkämpfer eine führende Rolle im Kärntner Heimatdienst innehatten. Die Propaganda für die Volksabstimmung übernahm Vinzenz Schumy als erster Obmann des Kärntner Heimatdienstes. Hierbei erreichten die Befürworter einer Zugehörigkeit zu Österreich einen Stimmenanteil von fast 60 %. Somit blieb die Zone A (der vom Königreich Jugoslawien militärisch besetzte Teil Kärntens) im Verbund mit Österreich. Bei einem anderen Ergebnis hätte auch für die Zone B (einschließlich der Landeshauptstadt Klagenfurt) eine Volksabstimmung durchgeführt werden müssen. Dieses Ergebnis wurde durch den Einsatz von tausenden ehrenamtlichen Aktivisten des Kärntner Heimatdienstes erreicht.
1923 wurde der Kärntner Heimatdienst aufgelöst.

### Neugründung 1924
Am 17. Juli 1924 wurde der „Kärntner Heimatbund“ im Gemeinderatssitzungssaal vom Kärntner Landtag in Klagenfurt am Wörthersee gegründet. Von 1924 bis 1930/31 war Martin Wutte der Vorsitzende Obmann des Kärntner Heimatbunds. Er entwickelte sich in den Folgejahren immer mehr zu einer Plattform der Nationalsozialisten in Österreich. Nach dem Verbot der NSDAP in Österreich wurden innerhalb des inzwischen massiv von der NSDAP unterwanderten Kärntner Heimatbundes jegliche NS-Aktivitäten weitgehend ungestört fortgesetzt. 1938 war der zunächst deutschnationale, dann nationalsozialistische Funktionär Alois Maier-Kaibitsch Geschäftsführer des „Kärntner Heimatbundes“. Maier-Kaibitsch war „bekannt für seine verachtende Haltung gegenüber allen Slawen“.

### Neugründung 1957
1957 wurde der Kärntner Heimatdienst neugegründet. In der Gründungsversammlung wurde Walter Lakomy zum Obmann gewählt. In Schreiben an bekannte Kärntner Persönlichkeiten wurde darauf hingewiesen, dass der Verein ähnlich wie in der Ersten Republik auf breiter Grundlage die Interessen der Kärntner Heimat vertreten will.

„Der Kärntner Heimatdienst […] ist parteipolitisch ungebunden und gemeinnützig […]. Zweck des Kärntner Heimatdienstes ist die Stärkung der Liebe und Treue zur Heimat Kärnten und zum Vaterland Österreich […].“

Jahrzehnte hindurch fungierte der Kärntner Heimatdienst als „Dachverband heimattreuer Körperschaften“. Umstritten ist die Rolle des Kärntner Heimatdienstes im Kärntner Ortstafelstreit, auf dessen Höhepunkt 1972 im sogenannten „Ortstafelsturm“ zweisprachige Ortstafeln zerstört wurden. Wiederholte Vermutungen, dass der Kärntner Heimatdienst Organisator des Ortstafelsturms war, konnten bisher nicht bewiesen werden.
Seit den 1970er-Jahren unternahm der Kärntner Heimatdienst keinerlei Anstrengungen mehr, Vereine oder andere juristische Personen als Mitglieder zu gewinnen. Die Bildung von losen und flexiblen Zweckbündnissen zur Bewältigung größerer Aufgaben erwies sich als wirkungsvoller als ein enger Zusammenschluss zu einem Dachverband. So konzentrierte er sich in den Folgejahren auf die Werbung von Einzelmitgliedern und Förderern mittels seiner Zeitungen „Der Kärntner“ (adressierte Auflage Anfang 2009: 35.000) und „KHD-Intern“ (Auflage: 10.000). Auf diese Weise konnten schließlich im Laufe der Zeit rund 20.000 Mitglieder und Förderer gewonnen werden, darunter auch einige Tausend aus den anderen Bundesländern.
Am 7. März 2022 wurde der FPÖ-Politiker Andreas Mölzer zum Obmann des Heimatdienstes gewählt.

#### Kärntner Konsensgruppe

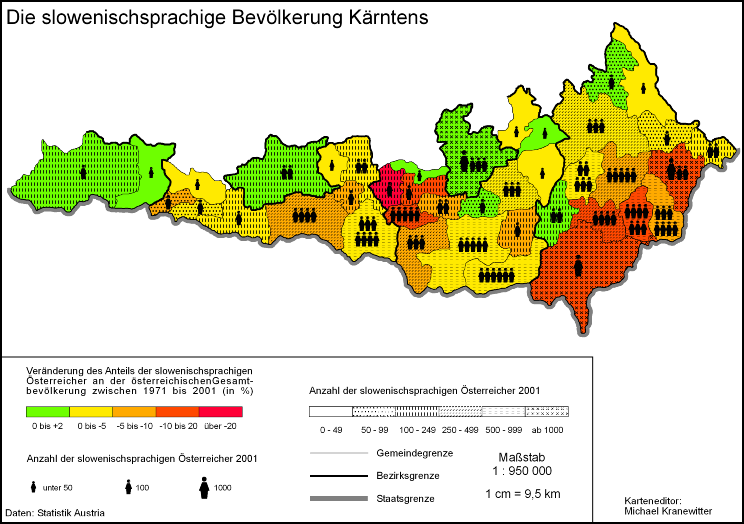
Veränderung des Anteils der slowenischsprachigen Österreicher an der österreichischen Gesamtbevölkerung, 1971–2001

Die Kärntner Grenzlandarbeit zählte auch nach 1990 zu den Hauptaufgaben des Kärntner Heimatdienstes, wobei jedoch neben Kritik an Aussagen slowenischer Vereinsfunktionäre insbesondere in den Bereichen Minderheitenschulen, Amtssprache bzw. Kirchensprache, dem Bekenntnis zu einem friedlichen Miteinander ein immer größerer Stellenwert eingeräumt wurde. Trotz zunächst fehlender Resonanz bei den Slowenenverbänden unternahm die Jahreshauptversammlung am 20. April 1991 einen weiteren Vorstoß und beschloss – auch mit den Stimmen der Delegierten des Kärntner Abwehrkämpferbundes – „ein 10-Punkte-Programm einstimmig“, dessen Punkt 10 den Titel „Der Weg zum friedlichen Miteinander: KHD für Dialog mit den Slowenen“ führte.
Erst 1997 gaben die beiden Slowenenverbände endgültig ihren Widerstand gegen einen Dialog auf und sagten ihre Teilnahme an einem nunmehr von Landeshauptmann Christof Zernatto initiierten Runden Tisch zu. Unter dem Vorsitz des Landeshauptmannes fanden sich erstmals Vertreter der Kärntner Heimatverbände mit Vertretern der Slowenenverbände und weiteren namhaften Persönlichkeiten des Landes Kärnten zu ausführlichen Gesprächen zusammen. Das Ergebnis dieser Gespräche wurde in einer „Prinzipienerklärung“ zusammengefasst. Acht Jahre später kam es zu einem Durchbruch: 2005 wurde mit einem Kompromiss in der Ortstafelfrage zwischen dem Kärntner Heimatdienst, dem Zentralverband slowenischer Organisationen in Kärnten und der Gemeinschaft der Kärntner Slowenen und Sloweninnen eine neue Ära des Zusammenlebens eingeleitet. Obwohl die Ortstafelfrage immer noch ungelöst bleibt, ist die deutsch-slowenische Dialoggruppe gemeinsam um die Schaffung eines Klimas des gegenseitigen Vertrauens bemüht. Den Weg dazu haben Josef Feldner (langjähriger Obmann des Kärntner Heimatdienstes) und Borut Marjan Sturm (Zentralverband slowenischer Organisationen) in dem Buch Kärnten neu Denken – Zwei Kontrahenten im Dialog beschrieben.

## Kritik
Dem Kärntner Heimatdienst wird vorgeworfen, seinen Fokus in den letzten Jahrzehnten vor allem auf den Streit um die Minderheitenrechte Kärntner Slowenen gerichtet zu haben. Schließlich wird ihm Rechtsextremismus oder zumindest die Nähe dazu vorgeworfen. Susanne Falkenberg schreibt in ihrer Dissertationsarbeit unter Bezugnahme auf Wolfgang Neugebauer: „Im Fall des Kärtner Heimatdienstes und des Österreichischen Kameradschaftsbundes kommt […] die parteipolitische Achse quer durch alle Lager hinzu. Unter dem Dach des etwa 8000-Mitglieder starken KHD kümmern sich unterschiedliche Organisationen um die Pflege des Deutschtums und damit spiegelbildlich auch mit antislowenischer Politik. Der KHD-Vorgänger Kärntner Heimatbund war maßgeblich an der Verfolgung slowenischer Bürger beteiligt, und das von ihm konstituierte Vorurteil, nach dem sich zur eigenen ‚Volksgruppe‘ bekennende Slowenen heimatfremd und kommunistisch seien, ist bis heute in den Köpfen der Kärntner Mehrheitsbevölkerung verankert. Eines der Hauptanliegen des KHD ist der Kampf gegen ‚Slowenisierung‘ Kärntens und gegen die im Staatsvertrag von 1955 festgeschrieben [sic!] Minderheitenrechte. Pikanterweise sitzen im Führungsgremium des KHD ‚Vertreter der drei Parlamentsparteien neben Alt- und Jungvölkischen, neben echten ‚Ehemaligen‘ und getarnten Neo-Rechtsextremen‘. “.
Zu den Projekten des Kärntner Heimatdienstes zählte 2001 eine Unterschriftenaktion gegen Wiedergutmachungszahlungen (vgl. Washingtoner Vertrag von 2003 zwischen Österreich und der International Commission on Holocaust Era Insurance Claims). In seiner Zeitschrift Der Kärntner wird unter anderem vor der „multikulturellen Durchmischung Europas“ und einem „Millionenheer von Moslems“ gewarnt.

## Auszeichnungen
Die Kärntner Konsensgruppe erhielt den 2009 erstmals vergebenen Europäischen Bürgerpreis für ihre Aktivitäten und Aktionen für die Förderung eines besseren gegenseitigen Verständnis. Der Preis wurde am 2. Juli 2009 in der Klosterburg Arnoldstein vom Vize-Präsidenten des Europäischen Parlaments Miguel Ángel Martínez Martínez an die Vertreter der Kärntner Konsensgruppe überreicht.